# بيزاسينا
بيزاسينا (بالإنجليزية: Byzacena ؛ بالفرنسية: Byzacène) هي منطقة جغرافية تناظر على وجه التقريب دولة تونس اليوم، ولكن كانات في وقت ما من التاريخ كيانات إدارية محددة.

## التاريخ

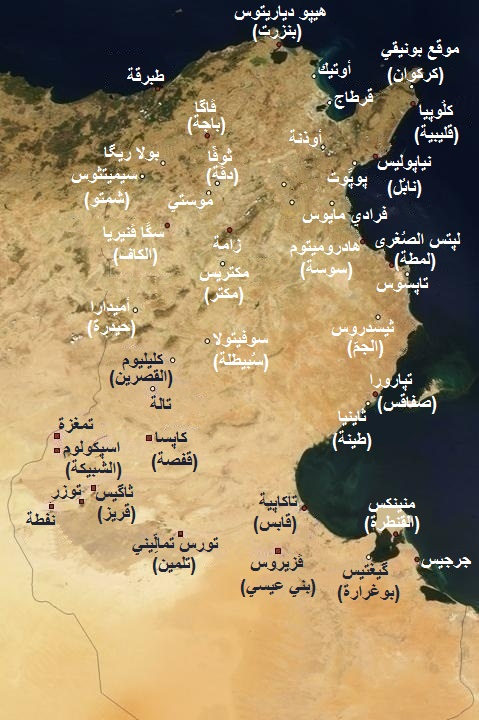
المدن الرومانية في مقاطعة أفريكا.

عرفت هاته الأراضي تأثيرا قرطاجيا، وشهدت مبكرا استقرار من الشعوب اللوبيةءالفينيقية. هذه الشعوب اهتمت بالشواطئ والسواحل وأدخلت تقنيات الري. بعد الغزو الروماني، تم ضمها إلى مقاطعة أفريكا وإلى نائب إمبراطوري، مكلف بإدارة أراضي الأمير، وخاصة منذ عهد الامبراطور أغسطس.

عرفت هذه المنطقة إزدهارا كبيرا في نشاطها الزراعي وكذلك في الحرف اليدوية. بلينيوس الأكبر وصف ثروة هذه الأرض بالقمح. كانت توجد تجارة للخزف بين التجار الإيطاليين والمدن الساحلية في هذه المنطقة.

في 303، أصبحت مقاطعة وحدها بعد الإصلاح الإداري لديوكلتيانوس وخرجت عن مقاطعة أفريكا، وأصبحت عاصمتها إذا مدينة هدروماتوم. يديرها بريسيس (Praeses أي رئيس أو قائد) الذي أصبح تاما ثم معظما تحت حكم قسطنطين الأول.

تتكون المقاطعة من عدة مدن رومانية هامة، منها تيسدروس وبوبوت ولبتيس مينور وروسبينا وأكولا وسوفيتولا.

مع حملة التنصير في شمال أفريقيا، أصبحت جزءا من النشاط المكثف للأسقفية. هكذا، بين 345 و348، تمتعت بامتيازات ملازمة لوضعها العلوي، في 397 عرفت كالرئيسية الأولى.

في 442، بعد معاناة من غارات غايسيريك، ضمت رسميا من قبل الونداليين.

## أعلام
- أنطالاس

## مقالات ذات صلة
- مقاطعة أفريكا